# Chief Armstrong
George Edward „Chief“ Armstrong (* 6. Juli 1930 in Skead, Ontario; † 24. Januar 2021 in Toronto, Ontario) war ein kanadischer Eishockeyspieler und -trainer. Zwischen 1949 und 1971 bestritt der rechte Flügelstürmer insgesamt 1188 Partien für die Toronto Maple Leafs in der National Hockey League (NHL), womit er Rekordspieler des Teams ist. In dieser Zeit gewann er mit der Mannschaft vier Stanley Cups und führte sie dabei jeweils als Kapitän an, ein Amt, das er 13 Jahre innehatte. Seine Trikotnummer 10 wird bei den Maple Leafs nicht mehr vergeben, während er seit 1975 der Hockey Hall of Fame angehört. Auch nach dem Ende seiner aktiven Karriere war Armstrong, der seinen Spitznamen „Chief“ seiner indianischen Abstammung verdankt, über viele Jahre für die Maple Leafs tätig, kurzzeitig als Cheftrainer sowie hauptsächlich als Assistant General Manager und Scout.

## Karriere

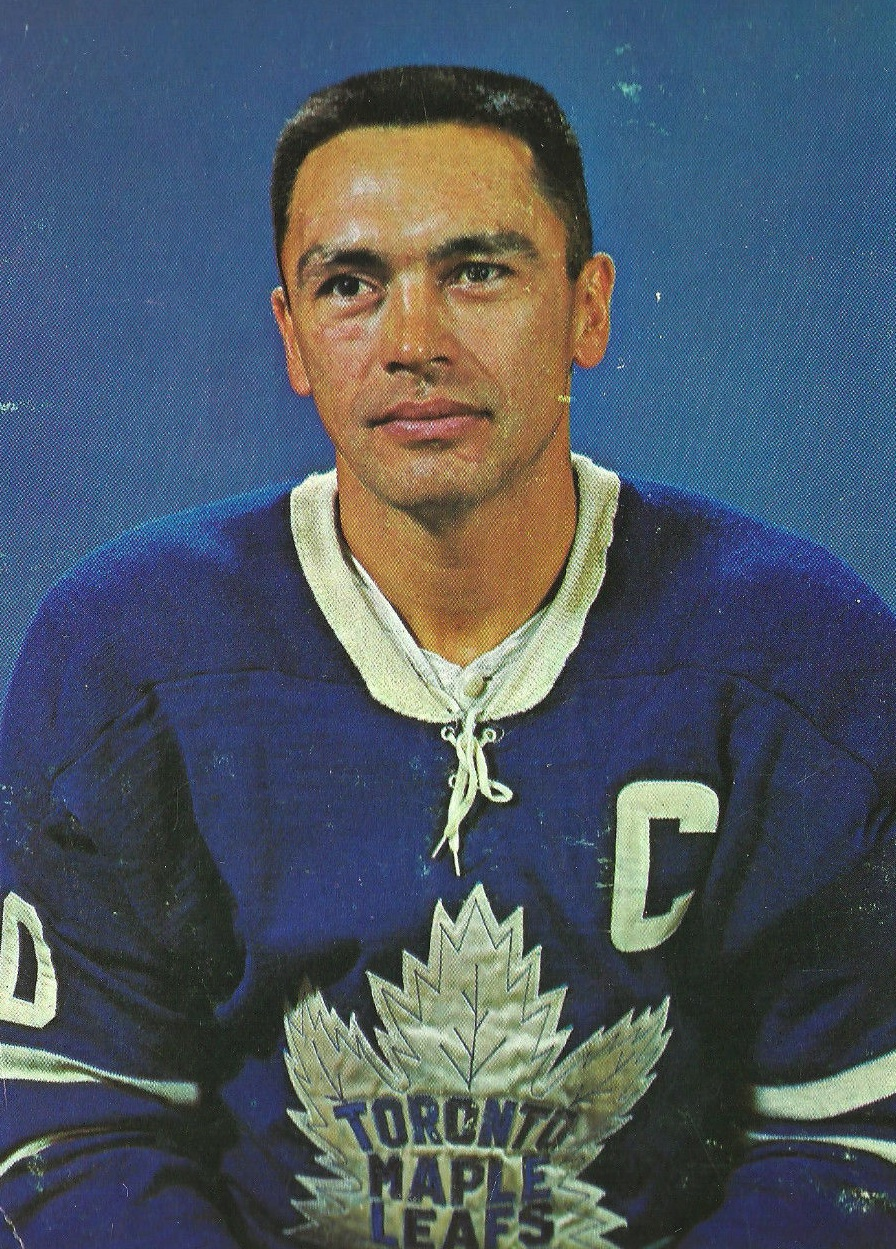
Armstrong im Trikot der Maple Leafs

Armstrong wuchs als Sohn eines Minenarbeiters in der Nähe von Greater Sudbury auf und war Ojibwe-irischer Abstammung. Er spielte als Junior in der OHA und wechselte dort 1948 als MVP der Liga von den Stratford Kroehlers zu den Toronto Marlboros. Frühzeitig sicherten sich die Toronto Maple Leafs die Rechte an ihm. Er blieb bei den Marlboros und spielte dort im Senioren Team. In der Saison 1949/50 holten die Maple Leafs ihn für zwei Spiele in die NHL. Mit den Marlboros gewann er in dieser Saison den Allan Cup. Bei diesem Turnier besuchte das Team ein Indianerreservat. Als man dort hörte, dass er indianischer Abstammung war, bekam er den Titel „Big Chief Shoot the Puck“.
Bevor er den Durchbruch in der NHL schaffte, folgten noch eineinhalb Spielzeiten in der American Hockey League für die Pittsburgh Hornets.
Ab der Saison 1953/54 war er bei den Maple Leafs gesetzt. Er war kein guter Schlittschuhläufer, konnte dies aber durch sein gutes Stellungsspiel kompensieren. Er war auch im Mannschaftsgefüge ein wichtiger Spieler mit Führungsqualitäten, der das Team auch immer wieder zum Lachen brachte. Ab der Saison 1957/58 war er Mannschaftskapitän bei den Leafs und Conn Smythe nannte ihn den besten Kapitän, den das Team je hatte. Er führte sein Team in den 1960er-Jahren zu vier Stanley-Cup-Siegen.
Nach seiner aktiven Laufbahn trainierte er die Toronto Marlboros und führte sein ehemaliges Juniorenteam 1973 und 1975 zum Gewinn des Memorial Cup. In der Saison 1988/89 betreute er die Toronto Maple Leafs in 47 Spielen.
1975 wurde er mit der Aufnahme in die Hockey Hall of Fame geehrt.
Armstrong verstarb am 24. Januar 2021 im Alter von 90 Jahren.

## Sportliche Erfolge
- Allan Cup: 1950
- Stanley Cup: 1962, 1963, 1964 und 1967
- Memorial Cup: 1973 und 1975 (als Trainer)

### Persönliche Auszeichnungen
- Eddie Powers Memorial Trophy: 1948
- Red Tilson Trophy (Wertvollster Spieler der OHL): 1948 und 1950
- Charlie Conacher Humanitarian Award: 1969
- Matt Leyden Trophy: 1973